# Owen Roizman
Owen Roizman (ur. 22 września 1936 w Nowym Jorku, zm. 6 stycznia 2023 w Los Angeles) – amerykański operator filmowy.
Był pięciokrotnie nominowany do Oscara za zdjęcia do filmów: Francuski łącznik (1971; reż. William Friedkin), Egzorcysta (1973; reż. William Friedkin), Sieć (1976; reż. Sidney Lumet), Tootsie (1982; reż. Sydney Pollack) oraz Wyatt Earp (1994; reż. Lawrence Kasdan). Statuetkę otrzymał dopiero w 2017, kiedy to Amerykańska Akademia Filmowa przyznała mu Honorowego Oscara za całokształt twórczości. 
Kilkakrotnie współpracował z takimi reżyserami jak: Sydney Pollack (5 filmów), Lawrence Kasdan (4 filmy) i Harold Becker (3 filmy).

## Filmografia
- Gang, który nie umiał strzelać (1971)
- Francuski łącznik (1971)
- Zagraj to jeszcze raz, Sam (1972)
- Kid złamane serce (1972)
- Egzorcysta (1973)
- Długi postój na Park Avenue (1974)
- Żony ze Stepford (1975)
- Trzy dni Kondora (1975)
- Powrót człowieka zwanego Koniem (1976)
- Sieć (1976)
- Zwolnienie warunkowe (1978)
- Klub samotnych serc sierżanta Pieprza (1978)
- Elektryczny jeździec (1979)
- Czarny marmur (1980)
- Szkoła kadetów (1981)
- Prawdziwe wyznania (1981)
- Bez złych intencji (1981)
- Tootsie (1982)
- Zwariowałem dla ciebie (1985)
- Kocham cię na zabój (1990)
- Hawana (1990)
- Wielki Kanion (1991)
- Rodzina Addamsów (1991)
- Wyatt Earp (1994)
- Francuski pocałunek (1995)